# ويندي بانكس
ويندي بانكس (بالإنجليزية: Wendy Banks)‏ هي لاعب هوكي الحقل بريطانية، ولدت في 27 فبراير 1960.

## وصلات خارجية
- ويندي بانكس على موقع أوليمبيديا (الإنجليزية)
- ويندي بانكس على موقع اللجنة الأولمبية البريطانية (الإنجليزية)